# Aurora 4x
Aurora 4x est un jeu vidéo de grande stratégie de type 4X (exploration, expansion, exploitation, extermination) dans lequel le joueur doit se développer à partir de la planète natale de son espèce. Intégralement développé par Steve Walmsley dans le but d'enrichir le jeu de rôle StarFire, l'ajout successif de fonctionnalités puis d'une IA en a fait un jeu à part entière.
Le jeu est entièrement gratuit. Une première version est sortie en 2004 suivie par de nombreux ajouts. La version en 2023 est la 7.1.
Steve Walmsley reste seul à développer le programme et travaille à le réécrire en langage C# tout en ajoutant des fonctionnalités.

## Système de jeu

### Aperçu
Le jeu a une interface graphique très épurée, la plupart des informations se trouvent dans des tableurs accessibles de deux manières. Soit à partir de la fenêtre qui peut être considérée comme visuellement principale (la plus graphiquement développée), celle de la vue du système stellaire sélectionné. Soit par la barre qui regroupe l'ensemble des éléments du jeu où se trouvent uniquement des menus déroulants.
Il s’appuie sur une procédure de génération aléatoire de systèmes stellaires et de tous les corps s'y trouvant reliés par des nœuds (trous de ver).

### Mise en place d'une partie
Il existe deux options pour créer une partie, l'une réglée par défaut, donc relativement simple à mettre en œuvre et la seconde plus complexe permet une personnalisation plus poussée.

#### Empire Terrestre
Cette option fait commencer le joueur sur Terre en tant qu'humain tout en lui permettant de modifier de nombreux paramètres tels que la difficulté, la chance d'émergence d'une nouvelle d'IA, les écarts de tolérance atmosphérique des espèces, le développement économique et technologique de départ. D'autres options concernent la nature et le nombre initial de civilisations ainsi que la possibilité de simplifier certains aspects du jeu comme ne pas avoir à réaliser de maintenance sur les vaisseaux déjà construits, ou ne pas tenir compte de l'expérience collective des flottes de vaisseaux durant les combats (leur entrainement à combattre ensemble).

#### Empire "Spacemaster"
Cette seconde option permet de modifier l'ensemble des paramètres de départ tels que l'espèce (caractéristiques physiologiques, composition d'une atmosphère respirable, tolérance du champ gravitationnel), sa planète natale (atmosphère, température, gravité) et le système stellaire de départ (le joueur le génère aléatoirement autant de fois que voulu).
Le jeu est centré sur l'exploration, la colonisation et les relations avec d'autres puissances capables de voyages interstellaires. Pour ce faire, le joueur doit créer des vaisseaux de toutes pièces à partir des techniques qui lui sont disponibles. Chaque classe de vaisseau est ainsi unique, propre au joueur et souvent créé pour un genre de mission précis (recherche de minéraux, combat à courte distance, terraformation...).

## Aspects

### Exploration
Le système stellaire de départ constitue naturellement la première cible d'exploration pour le joueur, il peut mener des recherches via deux outils (modules constituant les vaisseaux) :
- Un capteur géologique utilisé sur chacun des corps du système permet d'y détecter de potentiels minéraux indispensables aux constructions d'infrastructures et vaisseaux, mais aussi des anomalies telles que des ruines laissées pas d'anciennes civilisations.
- Un capteur gravitationnel utilisé sur des points particuliers qui une fois analysés peuvent révéler la position d'un trou de ver, qui sont dans le jeu le seul moyen de passer d'un système stellaire à un autre.

### Technologie
Les recherches technologiques se font grâce à des laboratoires qu'il faut assigner à des scientifiques et auquel il faut donner un sujet d'étude. Chaque scientifique à une spécialité qui le rend plus efficace dans son domaine de prédilection. Plusieurs laboratoires peuvent être assignés à un seul chercheur en fonction de son niveau administratif (5 laboratoires par niveau). Il existe huit spécialisations:
1. Biologie/Génétique : Recherches portant sur les tolérances thermiques, gravitationnelles et atmosphériques ainsi que la terraformation
2. Construction/Production : Minage, usines de productions de toutes sortes et leur efficacité.
3. Systèmes de défense : Blindage, boucliers énergétiques, dissimulation, gestion des dommages.
4. Armes énergétiques : Lasers, armes au plasma, armes microondes, vitesse maximale de suivi des tourelles.
5. Logistique/Combat au sol : Capacités de transports de biens et de personnes, entretiens des vaisseaux, types de troupes au sol et leur efficacité.
6. Missiles/Armes cinétiques : Canon électrique « Railgun », Canon magnétique (Gauss) et leurs efficacité, précision et calibres.
7. Énergie et propulsion : Moteurs, Moteur de saut (« Jump Engines », permettant d'utiliser les trous de ver), réacteurs produisant de l'énergie et leurs améliorations.
8. Capteurs et acquisition de cible : capteurs gravitationnels, thermiques et électromagnétiques, contremesures, anti-contremesures.

### Économie
Il y a l'économie monétaire, où la balance entre taxes, exportations, centre financiers et dépenses en matière de construction, recherche et maintenance joue un rôle prépondérant pour assurer la stabilité de l'empire du joueur.
Le second pan économique est dominé par les ressources naturelles (minéraux) au nombre de 11 et appelées "éléments trans-newtonien". Elles sont accessibles par minage sur les planètes ou par extraction sur des astéroïdes. Ces ressources sont nécessaires à la construction de bâtiments, de vaisseaux, de troupes ou la production de carburant par exemple.

### Militaire
À l'aide des bases technologiques qu'il a développées, le joueur peut concevoir des modules pour ses vaisseaux (moteur, capteurs, armes...) et créer une classe de vaisseaux. Une fois satisfait des caractéristiques qu'il lui a donné (armure, vitesse, rayon d'action...) il devra affecter à l'un de ses spatioports la tache de se préparer à construire ce type de bâtiment. Dès lors il peut lancer à la chaine ses nouveaux vaisseaux.
Il existe aussi différents types d'unités au sol, chacune avec leurs caractéristiques militaires mais aussi logistiques (construction d'infrastructures, capacités de commandement...)

## Autres sources
- (en) Ian Harac, « Aurora: An Intense Game of Intergalactic Exploration and Expansion », PC World,‎ 8 novembre 2011 (lire en ligne)
- Laurent Braud, « Le mécanicien de l’espace », Merlanfrit.net,‎ 28 novembre 2013 (lire en ligne).
- Le wiki du site